# 塔魯卡奇區
17°31′35″S 70°01′44″W / 17.5263°S 70.0289°W
塔魯卡奇區（西班牙語：Distrito de Tarucachi），是秘魯的一個區，位於該國南部塔克納大區的塔拉塔省，始建於1874年11月12日，面積113.3平方公里，海拔高度3,050米，2005年人口337，人口密度每平方公里3人。